# Glibenclamide
Glibenclamide, còn được gọi là glyburide, là một loại thuốc dùng để điều trị tiểu đường loại 2. Việc sử dụng thuốc này được khuyến cáo thực hiện cùng với chế độ ăn uống và tập thể dục. Nó có thể được sử dụng với thuốc trị đái tháo đường khác. Nó không được khuyến cáo sử dụng cho bệnh tiểu đường týp 1. Nó được uống qua miệng.
Tác dụng phụ thường gặp bao gồm buồn nôn và ợ nóng. Tác dụng phụ nghiêm trọng có thể bao gồm phù mạch và lượng đường trong máu thấp. Nó thường không được khuyến khích trong khi mang thai nhưng có thể được sử dụng trong thời gian cho con bú. Nó nằm trong nhóm thuốc sulfonylureas và hoạt động bằng cách tăng giải phóng insulin từ tuyến tụy.
Glibenclamide được phát hiện vào năm 1969 và được chấp thuận cho sử dụng y tế tại Hoa Kỳ vào năm 1984. Nó có sẵn như là một loại thuốc chung chung. Một tháng cung cấp ở Vương quốc Anh tiêu tốn của NHS khoảng 3,20 bảng Anh vào năm 2019. Ở Hoa Kỳ, chi phí bán buôn của số thuốc này là khoảng 2,50 đô la. Trong năm 2016, đây là loại thuốc được kê đơn nhiều thứ 172 tại Hoa Kỳ, với hơn 3 triệu đơn thuốc.

## Sử dụng trong y tế
Nó được sử dụng trong điều trị bệnh tiểu đường loại 2.
Nó không tốt như metformin hoặc insulin ở những người bị tiểu đường thai kỳ.

## Tác dụng phụ
Thuốc này là một nguyên nhân chính của hạ đường huyết do thuốc. Nguy cơ của thuốc này lớn hơn so với các sulfonylureas khác. Biến chứng vàng da Cholestatic đã được ghi nhận.
Glibenclamide có thể không được khuyến cáo ở những người bị thiếu G6PD, vì nó có thể gây tan máu cấp tính.